# Partia Liberalno-Reformatorska
Partia Liberalno-Reformatorska (rum. Partidul Liberal Reformator, PLR) – rumuńska partia polityczna o profilu centroprawicowym.

## Historia
W lutym 2014 Partia Narodowo-Liberalna zdecydowała o opuszczeniu koalicji rządowej, wspierającej drugi rząd Victora Ponty z Partii Socjaldemokratycznej. Sprzeciwiała się temu grupa jej działaczy skupiona wokół Călina Popescu-Tăriceanu, który w marcu został wybrany głosami lewicy na nowego przewodniczącego Senatu. Opuścił następnie PNL, powołując ze swoimi zwolennikami w lipcu tego samego roku Partię Liberalno-Reformatorską.
W grudniu 2014 partia UDMR wystąpiła z koalicji rządowej. W konsekwencji Victor Ponta utworzył swój czwarty gabinet, do którego dołączyła także PLR. W czerwcu 2015 ugrupowanie połączyło się z Partią Konserwatywną, tworząc Sojusz Liberałów i Demokratów.